# Каф (гори)
Каф (перс. قافکوه, qaafkuh або کوه قاف, kuh — e qaaf; араб. جبل قاف, jabal qaf) — легендарні гори в перській міфології і середньовічній ісламській космології часів Нізамі. За судженням середньовічних мусульманських космографів, гірське пасмо, розташоване на краю землі, опоясуючи її. Часто згадується в казках Тисяча і однієї ночі, епосі Шахнаме й інших творах. Іноді вживається в однині — гора Каф.
Згідно з арабською казкою «Розповідь про Хасиба і царицю змій», зміїне плем'я на чолі зі своєю царицею щозими вирушає на зимівлю в гори Каф. У тій же казці, персонаж Булукія в розмові з ангелом дізнається, що за горою Каф розташована гора завдовжки п'ятсот років шляху, що складається зі снігу і криги; вона ж захищає світ від жару Геєни. У грузинському фольклорі, Каф є міфічною горою, притулком девів — злих духів і казкових велетнів.
У перській традиції, Саош'янт, зороастрійський месія, битиметься в горах Каф. Також у горах Каф мешкають джини і розташоване гніздо птаха Сімург.
|  | Господь Вседержитель створив велику гору із зеленого хризоліту, - через це небо має зеленуватий відлив. Гора Каф, так вона називається, оточує повністю усю землю, саме нею присягався Вседержитель, і назвав її Каф. |

Деякі дослідники ототожнюють Каф з горами Кафу з Книги Буття. Бахаулла у творі «Сім долин і Чотири долини», пише що Каф означає «куффи, тобто звільнені від пелен обмежень». Місцем поховання Адама також є гора Каф. Крім того деякі дослідники схильні ріднити гору Каф з Кавказом, виходячи зі схожості в етимології, а також виходячи з казахського, перського і татарського фольклорів. Каф часто використовується як художній образ Кавказу, так само, як, наприклад, Кімерія, є художнім образом Криму. Байрон прямо називав Кавказ Кафом: «Верблюдів довгий в'ється караван від самої Каф-гори, з далеких країн».
Схожа гора представлена в башкирській міфології і називається Каф-тау.
В езотериці гора Каф ідентифікується з полярною горою Альбора, тоді як Альбора фактично є піком Ельбрусу.

## Ресурси Інтернету
- Каф — в энциклопедии клуБУК.

## Виноски
1. ↑  Уильям Ст. Клэр-Тисдалл. «Источники ислама», Глава 3
2. ↑  Дон Жуан (vi, 86; 1818-24), Перевод Т. Гнедич
3. ↑  - tau/t/6661 Гора Каф-тау[недоступне посилання]
4. ↑  Клаудіо Мутті, «Нордичний пік в ісламі»